# 율리야 사모일로바
율리야 올레고브나 사모일로바(러시아어: Юлия Олеговна Самойлова, 1989년 4월 7일 ~ )는 러시아의 가수, 작곡가이다. 유로비전 송 콘테스트 2018 러시아 대표 참가자이며, 참가곡은 "I Won't Break"이다.
어린 시절부터 척수성 근위축증에 의한 신체 장애로 인해 휠체어를 타고 있다. 2013년 더 엑스 팩터 러시아판 시즌 3에서 준우승을 차지하면서 가수로 데뷔했으며 2014년 소치 동계 패럴림픽 개막식에 참석했다.
2017년 우크라이나 키이우에서 열린 유로비전 송 콘테스트 2017에서 러시아 대표로 참가할 예정이었다. 하지만 우크라이나 당국은 율리야 사모일로바가 2015년에 크림반도에서 공연을 펼친 것을 문제삼았다. 2014년에 있었던 러시아의 크림반도 합병을 인정하지 않는 우크라이나에서는 러시아 영토를 통해 크림반도를 방문하는 행동이 법률에 의해 금지되어 있다.
2017년 3월 22일 우크라이나 보안국은 율리야 사모일로바에 대해 3년 동안 우크라이나에 입국하는 것을 금지시켰다. 이에 대해 러시아의 국영 텔레비전 채널인 로시야 1은 유로비전 송 콘테스트 2017을 방송하지 않겠다고 선언했다. 율리야 사모일로바는 유로비전 송 콘테스트 2018에서 러시아 대표로 참가할 예정이라고 밝혔다.

## 앨범

### 싱글
- Flame Is Burning (2017)